# Philodicus alcimoides
Philodicus alcimoides là một loài ruồi trong họ Asilidae. Philodicus alcimoides được Blasdale miêu tả năm 1957.